# Championnat d'Océanie de football des moins de 20 ans 2014
Navigation
Fidji 2013 Vanuatu 2016
Le championnat d'Océanie de football des moins de 20 ans 2014 est la vingtième édition du championnat d'Océanie de football des moins de 20 ans qui a eu lieu à Suva, aux Fidji du 23 au 31 mai 2013. Le vainqueur obtient une qualification automatique pour la prochaine Coupe du monde des moins de 20 ans, qui a lieu en Nouvelle-Zélande durant le printemps 2015. Les six équipes participantes sont regroupées au sein d'une poule unique où elles s'affrontent une fois. Le tenant du titre, la Nouvelle-Zélande, organisateur du tournoi mondial et donc automatiquement qualifié pour la phase finale, ne participe pas à la compétition.
C'est l'équipe des Fidji qui remporte la compétition pour la première fois de son histoire et obtient ainsi sa qualification pour le tournoi mondial.
A noter un changement dans la compétition puisque dorénavant, ce sont les moins de 19 ans qui disputent la Coupe d'Océanie afin qu'ils soient bien âgés de 20 ans ou moins s'ils participent à la Coupe du monde. En dépit de cette modification, cette édition porte bien la mention moins de 20 ans.

## Équipes participantes
- Fidji - Organisateur
- Vanuatu
- Nouvelle-Calédonie
- Papouasie-Nouvelle-Guinée
- Îles Salomon
- Samoa américaines

## Résultats
| Rang | Équipe                    | Pts | J | G | N | P | Bp | Bc | Diff |  |     |     |     |     |     |
| ---- | ------------------------- | --- | - | - | - | - | -- | -- | ---- |  | --- | --- | --- | --- | --- |
| 1    | Fidji                     | 13  | 5 | 4 | 1 | 0 | 13 | 3  | +10  |  | 2-2 | 2-0 | 2-1 | 3-0 | 4-0 |
| 2    | Vanuatu                   | 11  | 5 | 3 | 2 | 0 | 11 | 4  | +7   |  |     | 1-0 | 0-0 | 4-2 | 4-0 |
| 3    | Nouvelle-Calédonie        | 9   | 5 | 3 | 0 | 2 | 17 | 5  | +12  |  |     |     | 3-1 | 5-1 | 9-0 |
| 4    | Îles Salomon              | 4   | 5 | 1 | 1 | 3 | 7  | 7  | 0    |  |     |     |     | 0-2 | 5-0 |
| 5    | Papouasie-Nouvelle-Guinée | 4   | 5 | 1 | 1 | 3 | 6  | 13 | -7   |  |     |     |     |     | 1-1 |
| 6    | Samoa américaines         | 1   | 5 | 0 | 1 | 4 | 1  | 23 | -22  |  |     |     |     |     |     |

- Les Fidji se qualifient pour la Coupe du monde des moins de 20 ans 2015.

## Sources et liens externes
- (en) Feuilles de matchs et infos sur RSSSF